# Orius laevigatus
Orius laevigatus is een wants uit de familie van de bloemwantsen (Anthocoridae). De soort werd het eerst wetenschappelijk beschreven door Franz Xaver Fieber in 1860.

## Uiterlijk
De kleine bruine bloemwants is altijd macropteer en kan 1.5 tot 2.5 mm lang worden. De kop, het halsschild en het schildje (scutellum) zijn zwart van kleur. De voorvleugels zijn bruingeel tot bruin. Het uiteinde van het hoornachtige gedeelte van de voorvleugel, de cuneus is soms zwartbruin. Het doorzichtige deel van de voorvleugel is duidelijk gescheiden in twee helften, het ene deel licht en kleurloos, het achterste deel bruin. De antennes en de pootjes zijn geheel bruingeel.

## Leefwijze
De wants doorstaat de winter als imago, meestal zijn het de vrouwtjes. Ze voeden zich met kleine insecten zoals bladluizen en tripsen maar ook spintmijten en stuifmeel. Ze worden aangetroffen op diverse kruiden zoals grote brandnetel.

## Leefgebied
De soort is in Nederland zeldzaam. Ze komen hier van nature niet voor, maar ze worden in kassen uitgezet als biologisch bestrijder en zijn op die manier geïntroduceerd. De wantsen komen voor in Zuid-Europa, het Midden-Oosten, de Kaukasus, en Noord-Afrika.